# Pseudoneurasthenisches Syndrom
Das Pseudoneurasthenische Syndrom, auch Pseudoneurasthenie wird von der Diagnose Neurasthenie auf der Grundlage organischer Ursachen bzw. Auslöser abgegrenzt.
Pseudoneurasthenie wird definiert als „die nervösen Erscheinungen, die keine echte Erschöpfungsneurose darstellen“ und kann zu den akuten exogenen Reaktionstypen ohne Bewusstseinstrübung gezählt werden.
Der Begriff wurde im Jahre 1972 durch den Psychiater Gerd Huber geprägt, umfasst Konzentrationsstörung, Merkschwäche, Veränderungen des Gemütslebens und Antriebsstörung aufgrund einer Vielzahl möglicher Hirnschäden.
In der Fachliteratur wird der – insgesamt wenig gebräuchliche – Begriff sehr uneinheitlich verwendet für:
- Postpartale Stimmungskrisen (Postpartum Blues)[4]
- Form einer disseminierten Sklerose[5]
- Frühstadium einer Multiplen Sklerose[6]
- Frühzeichen bei koronarer Herzkrankheit[7]
- bei Vitamin B6 Mangel[8]
- Vorstadium bei Psychosen[9]
- bei Toxoplasmose der Lymphknoten[10]
- als Variante einer Enzephalitis[11]
- bei Morbus Wilson[12]
- dauerhaft erhöhte Erschöpfbarkeit[13]
- nach aktiver Immunisierung gegen Frühsommer-Meningoenzephalitis[14]